# Nyabizi
Nyabizi är ett vattendrag i Burundi.   Det ligger i provinsen Karuzi, i den centrala delen av landet, 80 km öster om huvudstaden Bujumbura.
I omgivningarna runt Nyabizi växer huvudsakligen savannskog. Runt Nyabizi är det ganska tätbefolkat, med 172 invånare per kvadratkilometer.